# Franse nationale feestdag

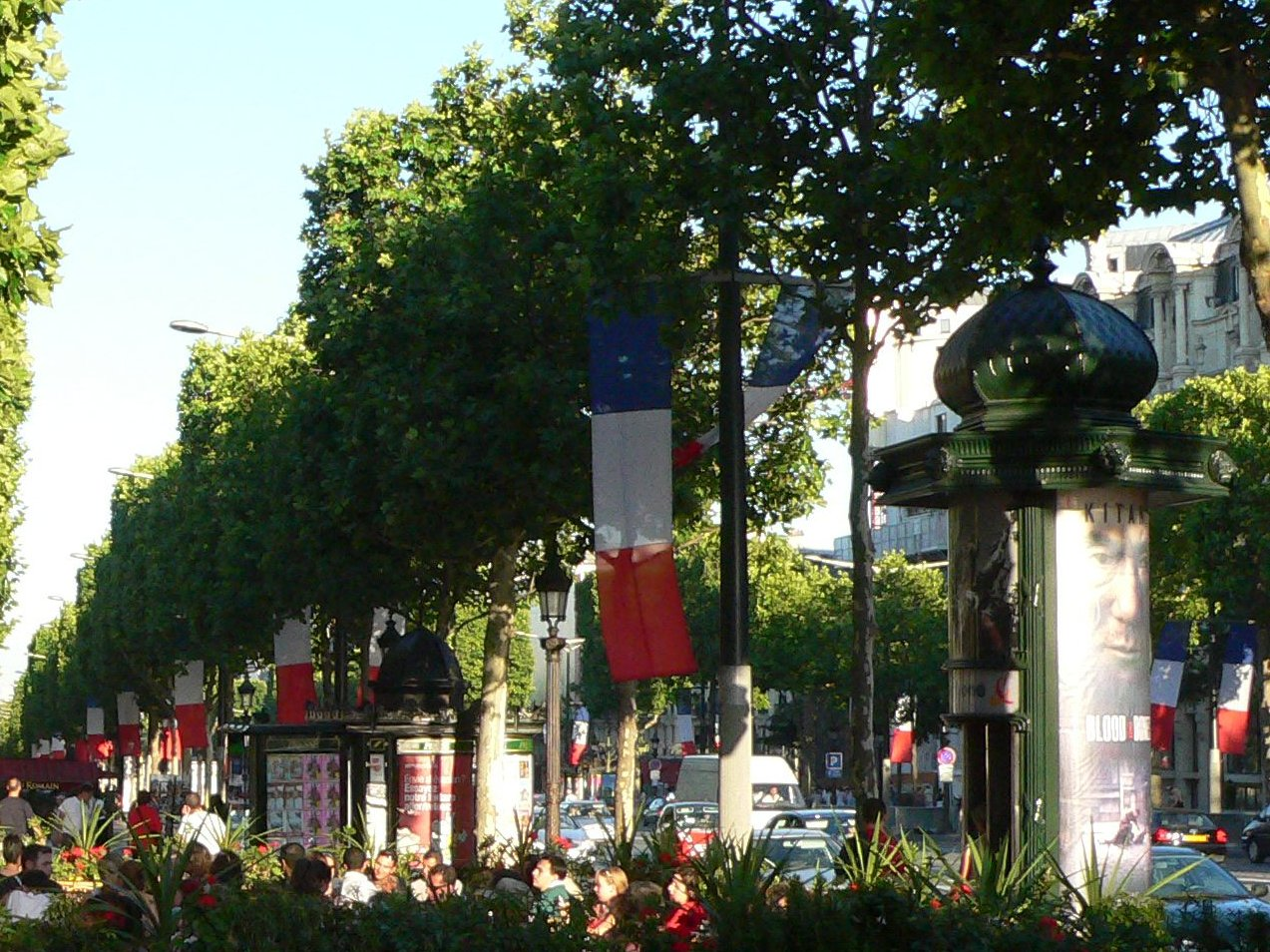
De Champs-Élysées in Parijs op 14 juli

De nationale feestdag van Frankrijk wordt gevierd op 14 juli (Frans: quatorze juillet).
Op deze dag wordt de bestorming van de Bastille-gevangenis gevierd, waarmee in 1789 de Franse Revolutie begon. Formeel is dit niet helemaal juist: men viert de eerste verjaardag van de bestorming van de Bastille, het feest van de Franse federatie. Dat was een patriottisch feest op 14 juli 1790 om de eenheid van Frankrijk te benadrukken. In 1880 werd de dag tot nationale feestdag verklaard.

## Andere data

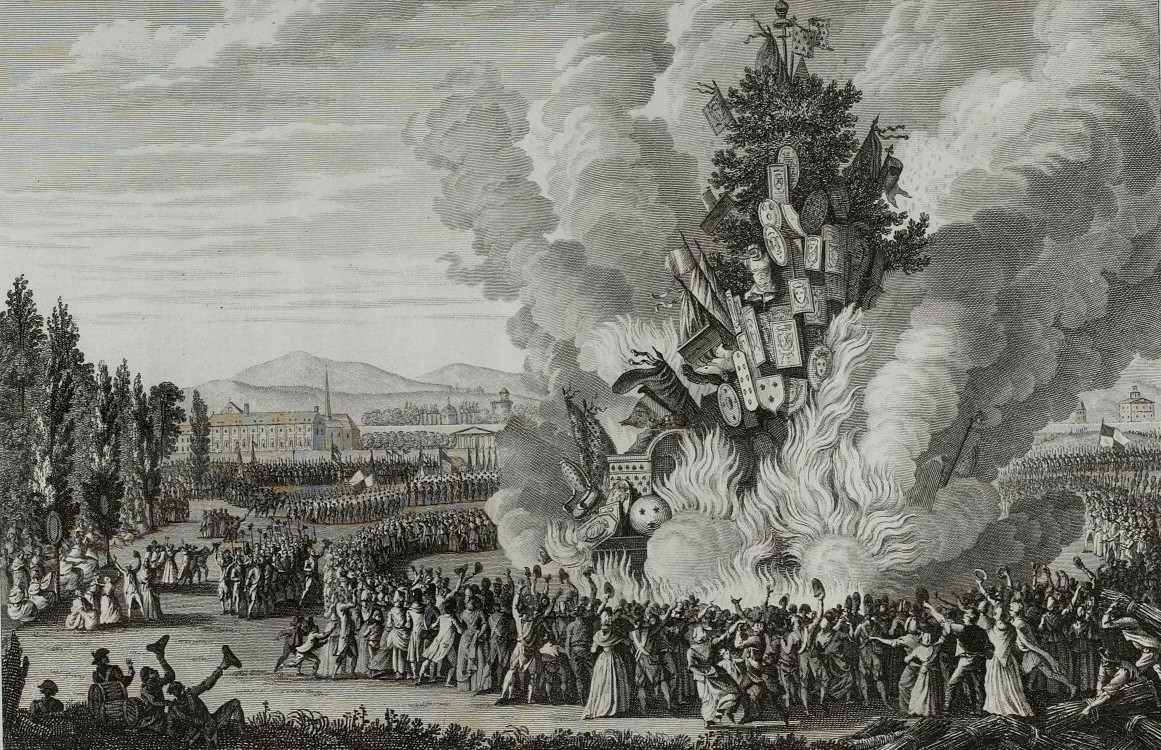
Viering van de bestorming van de Bastille in 1792, Museum van de Franse Revolutie.

Onder het ancien régime was 25 augustus (Heilige Lodewijk) de nationale feestdag. Vanaf 1793 tot 1803 was het feest van de "Stichting van de Republiek" op de eerste vendémiaire (22 september). Het decreet van 1806 stelt keizer Napoleon I 15 augustus, het feest van St Neopolis (wat lijkt op Napoleon) als nationale feestdag in. Vanaf 1849 is het 4 mei, herdenking van de proclamatie van de Republiek door de Assemblée nationale constituante. Vanaf 1852 herstelt Napoléon III het feest op de Heilige Neapolis. In 1878 heeft het feest eenmalig plaatsgevonden op 30 juni.

## Tradities
Quatorze juillet wordt in Frankrijk traditioneel gevierd met veel vuurwerk, vaak al de voorafgaande avond, maar ook op de dag zelf. Het gaat daarbij om professioneel geregisseerde shows.
In de ochtend van de 14e juli wordt begonnen met een grote militaire parade op de Champs-Élysées, in de Franse hoofdstad Parijs, ten overstaan van de zittende president van de republiek.
De Franse vlag wordt, als symbool van de republiek, uitgehangen. De kleuren van de vlag komen tevens terug in allerhande feestversiering.
In de meeste gemeenten wordt er op deze dag een groots vuurwerk met aansluitend een bal populaire (een dansavond geschikt voor de gehele bevolking) georganiseerd.

## Aanslag in 2016
Op 14 juli 2016 werd de viering van de nationale feestdag in Nice verstoord door een aanslag van een chauffeur die met een vrachtwagen op de feestende menigte inreed.

## Luik
Sinds 1937 viert de Belgische stad Luik elk jaar de Franse nationale feestdag. Tegen een achtergrond van rattachisme is het francofiele stadsbestuur ermee begonnen als protest tegen de Belgische neutraliteit ten aanzien van het Derde Rijk, en tegen de opzegging van het Franco-Belgisch akkoord van 1920. De vzw Les Amitiés françaises de Liège, die sinds 1945 instaat voor de organisatie, zet onder meer een groot vuurwerk en een "Gallisch dorp" op het programma.

## Afbeeldingen

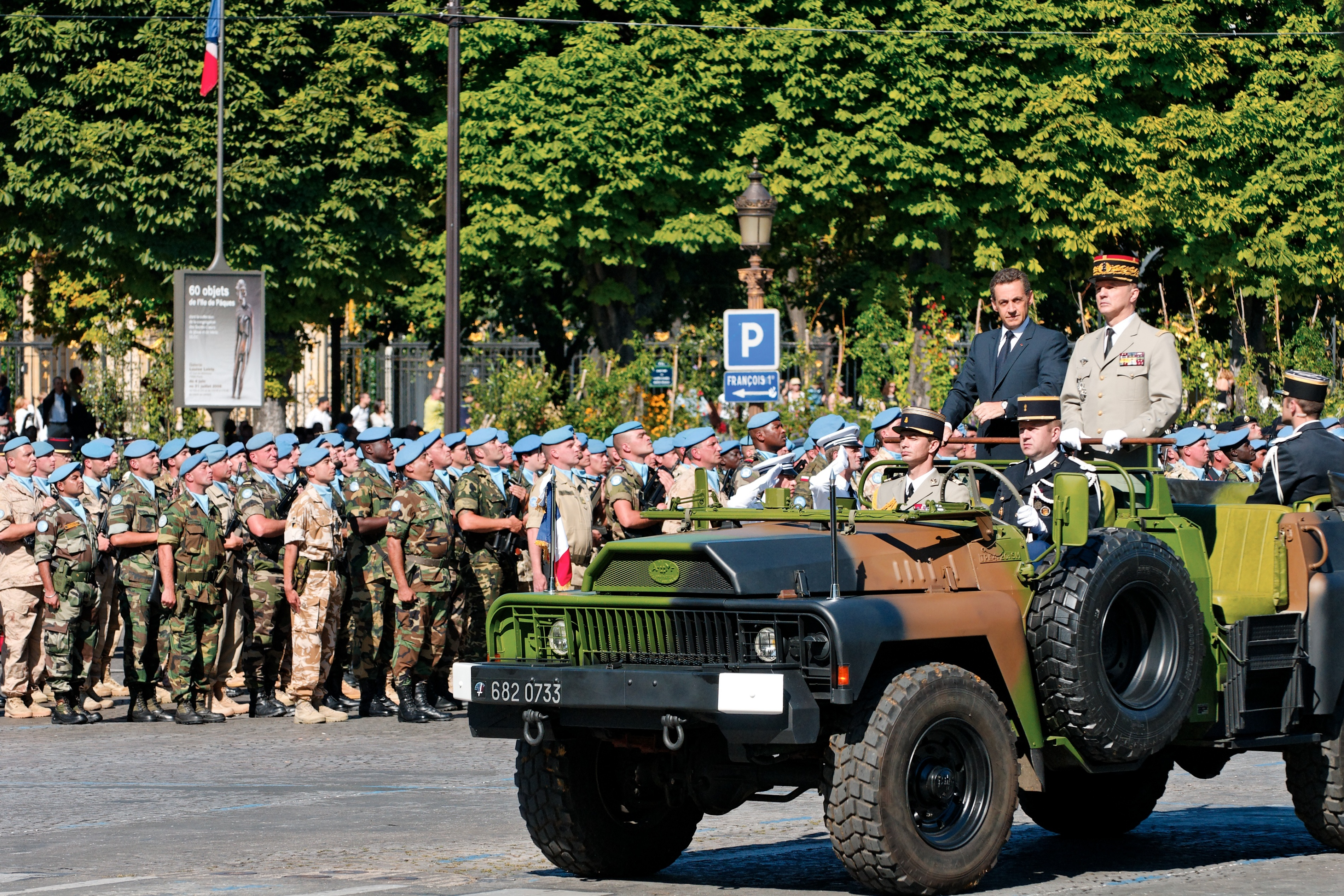
President Nicolas Sarkozy tijdens de militaire parade in Parijs, 2008.
- Vuurwerk op Quatorze Juillet (2006) in Parijs.
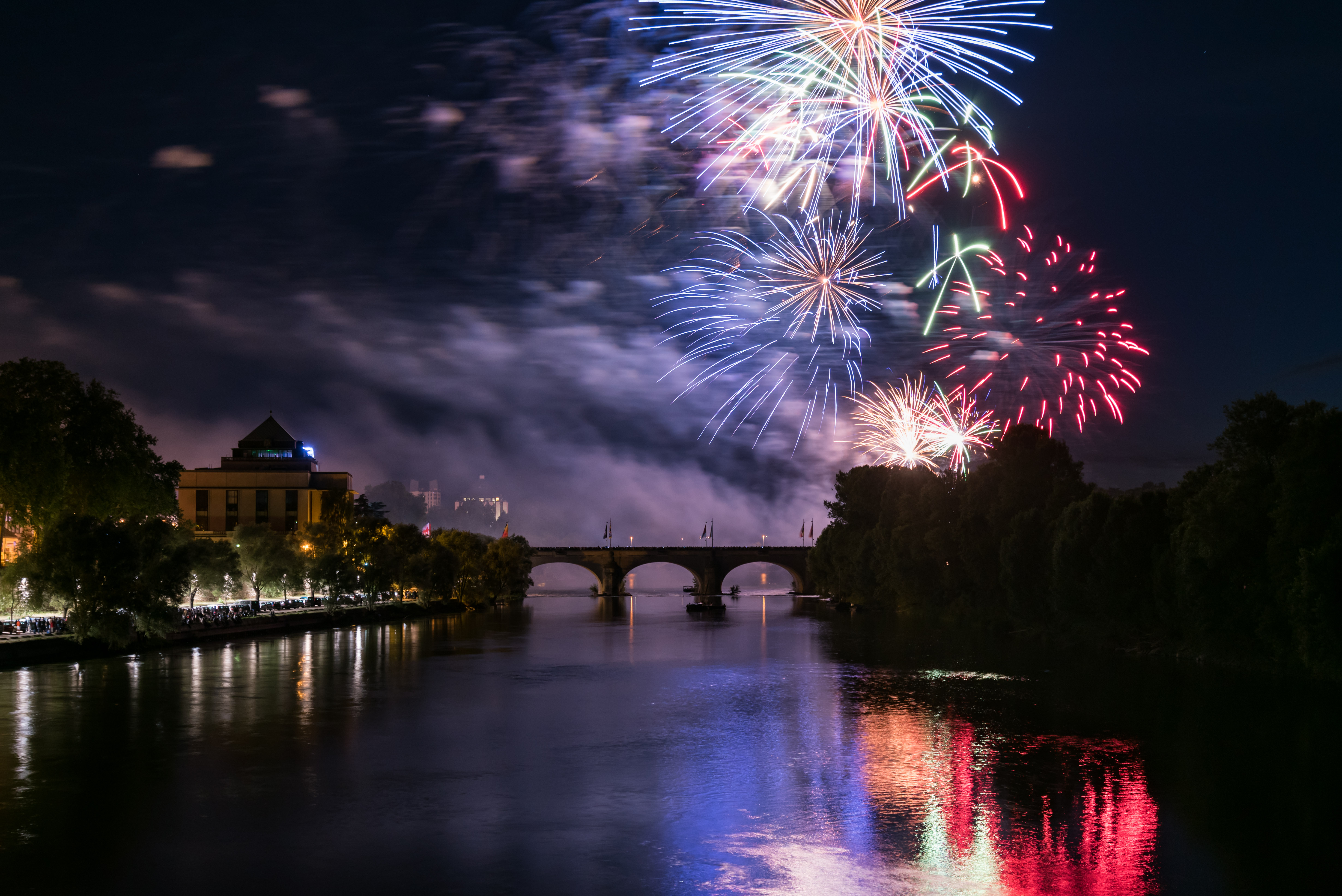
Vuurwerk aan de oevers van de Loire.
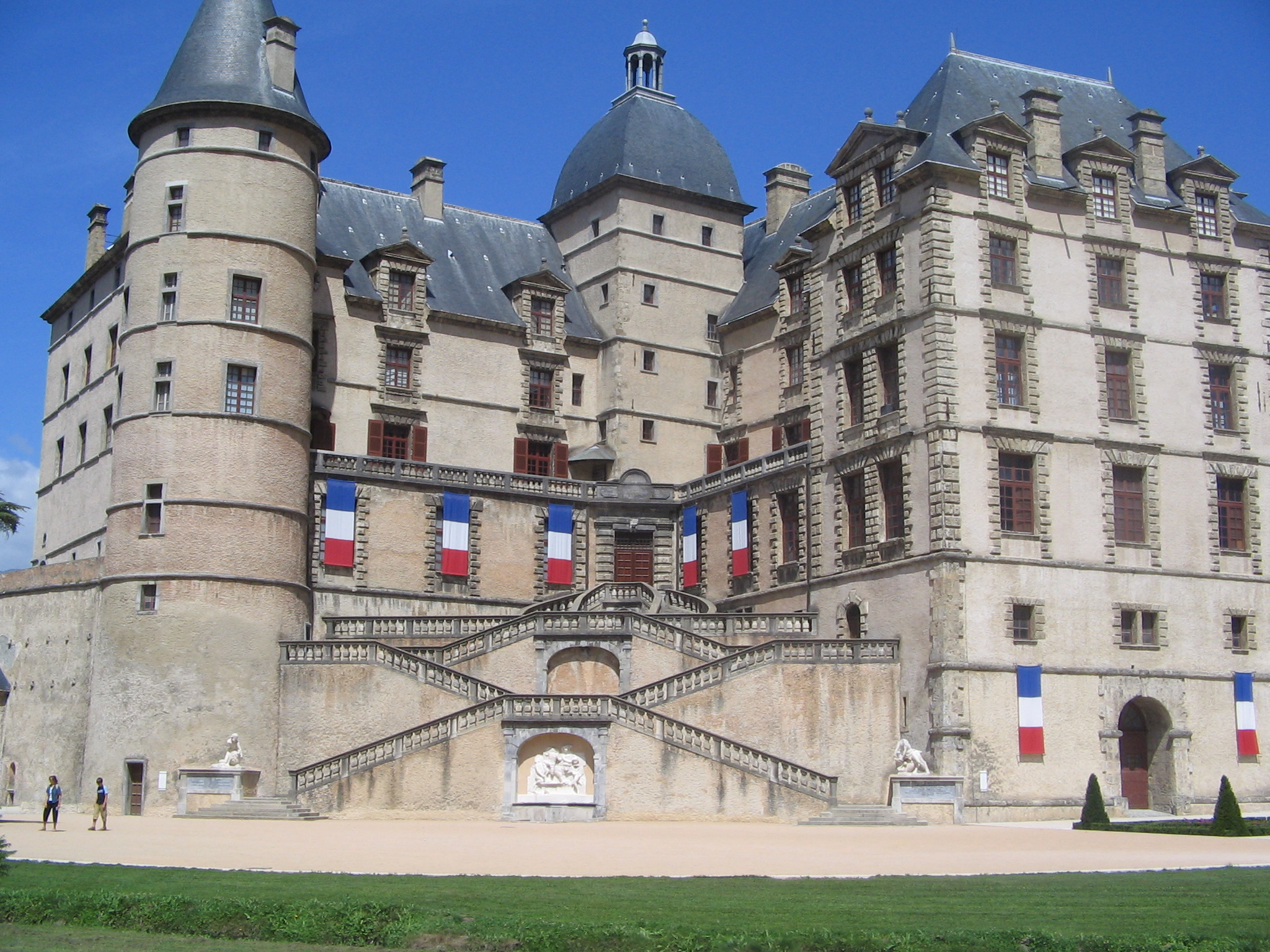
Museum van de Franse Revolutie in Vizille.